# Arlequinus krebsi
Arlequinus krebsi és una espècie d'amfibis de la família Hyperoliidae. és monotípica del gènere Arlequinus. És endèmica de Camerun.
El seu hàbitat natural inclou boscos tropicals o subtropicals secs i a baixa altitud i maresmes d'aigua dolça.
Està amenaçada d'extinció per la pèrdua del seu hàbitat natural.